# C/2007 F1 (LONEOS)
C/2007 F1 (LONEOS) – kometa jednopojawieniowa, pochodząca najprawdopodobniej spoza granic Układu Słonecznego.

## Odkrycie
Kometa została odkryta 19 marca 2007 w ramach programu obserwacyjnego LONEOS.

## Orbita komety i jej obserwacje
Orbita komety C/2007 F1 (LONEOS) ma kształt hiperboli o mimośrodzie 1,0008. Jej peryhelium znalazło się w odległości 0,4 j.a., jej nachylenie do ekliptyki to wartość 116˚. Kometa minęła swe peryhelium 28 października 2007 roku.
Obiekt ten osiągnął jasność ok. 6m i był dostrzegalny gołym okiem i za pomocą lornetek z północnej półkuli.